# Зима Іван Павлович
Іван Павлович Зима (рос. Иван Павлович Зима; 18 серпня 1914, Веселоярськ — 5 грудня 1979, Київ) — радянський офіцер, Герой Радянського Союзу, в роки радянсько-німецької війни начальник відділення штабу 42-ї гвардійської стрілецької дивізії 40-ї армії Воронезького фронту, гвардії майор.

## Біографія
Народився 18 серпня 1914 року в селі Веселоярськ (нині Рубцовського району Алтайського краю Росії) в селянській родині. Росіянин. Член КПРС з 1945 року. Закінчив геолого-розвідувальний технікум у Томську. Працював техніком-геологом в Західних Саянах.
У лавах Червоної Армії у 1936—1939 роках. У 1937 році закінчив школу військових топографів в Іркутську. Працював топографом Київського геолого-розвідувальному управління. Вдруге призваний в липні 1941 року. Воював на Воронезькому фронті.
Наприкінці вересня 1943 року при форсуванні Дніпра в районі на північ від селища Ржищеа Кагарлицького району Київської області гвардії майор І. П. 3има очолив першу десантну групу. Розвідавши зручне місце для переправи, досяг правого берега і закріпився. Коли противник намагався наступати переважаючими силами, очолив відбивання контратак. Група утримала плацдарм, давши можливість переправитися іншим підрозділам і частинам дивізії.
Указом Президії Верховної Ради СРСР від 29 жовтня 1943 року за мужність і героїзм, проявлені при форсуванні Дніпра і утриманні плацдарму гвардії майору Івану Павловичу Зимі присвоєно звання Героя Радянського Союзу з врученням ордена Леніна і медалі «Золота Зірка» (№ 1965).
І. П. Зима брав участь у визволенні Румунії, Угорщини, Австрії, Чехословаччини. Учасник Параду Перемоги 1945 року.

Могила Івана Зими

З грудня 1945 року підполковник І. П. 3има в запасі. Працював заступником голови Хустської міської ради Закарпатської області. У 1951 році призваний в армію, займав ряд командних посад. З 1965 року — у відставці. Жив у Києві. Помер 5 грудня 1979 року. Похований у Києві на Байковому кладовищі.

## Нагороди
Нагороджений орденом Леніна, двома орденами Червоного Прапора, трьома орденами Вітчизняної війни 1-го ступеня, двома орденами Червоної Зірки, медалями.